# RAPES
RAPES（レイプス）は、ボーカルのSHINTANIを中心として1980年代後半より活動を始めた日本のハードコアパンクバンド。ダンス・マカブラ、S.O.B、OUTO、グリフィンらとともに関西ハードコア・メタルコア界の最古参であり、そして最強の存在として認識されている。その音楽性より、真偽のほどは明らかでないがメディアにのせるのがはばかれるほどの逸話が数多く存在するバンドとして認識されている（ただしこうした伝説の一部は『Quick Japan』Vol.11において当時のメンバーに明確に否定されている）。ステージのSEにはClawfingerの「Hold Your Hand Up」が用いられる。

## メンバー
- SHINTANI　ボーカル
- Ree　ギター
- Gish　ベース・2006年脱退
- Koichi　ドラムス

## バンドヒストリー
ホイップ・ブレイン、ブルータス等のバンドでボーカルとして活動していたSHINTANIが1989年、大阪を拠点に活動を開始。

### 東京へ
1995年、RAPESは活動の拠点を東京に移す。メタル系のバンドROSENFELDのメンバーだったGish、koichiを引き抜き、活動の第二章の狼煙をあげた。毎年10月31日にはハロウィン・パーティーのライブをするようになった。

### 近年のRAPES
2002年にはゴシック系のイベント「Brand New Terro+R+hythm」に出演、自身のレーベル「SHINING」を立ち上げたりした。イベント出演も多く、2003年6月14日に開催されたCOLORのMARRYの一周忌オールナイトイベントや2005年8月14日に行なわれたTHE DEAD P☆P STARS主催のイベントに出演している。
SHINTANIは他にCYBER PROJECTとして活動しており、最近では2005年8月6日　高田馬場「FAKE & LIAR」に出演。 10月1日にはHOLIDAY名古屋のこけら落とし「スペシャルオープニングライブ」でCOLORのナンバーを披露。
Gishの脱退に伴い2006年2月10〜12日の「Rumble to the GRIND」で活動休止。2007年7月30日、元CITY INDIANのSinの追悼イベント「Sin追悼」においてベースにPAINTBOXのCHELSEAを迎え、R/A/P/E/S名義での一夜限りのステージを披露した。

## ディスコグラフィ
1. MURDERER'S NIGHT1988年発売（アルケミー）
STREET GANG RAPES名義で発売されたファースト・EP。「FRENZY ANGEL」が聞ける。
2. FINAL COLLECTION1991年発売（アルケミー）
活動休止を宣言したバンドがリリースした懐古的作品。当時のハード・コア・シーンの最終章にて最高潮の究極の作品として語り継がれた。
3. Restriction1997年発売（BLACK BOX）
活動の拠点を東京に移したバンドの完全復活作品。
4. FLY AGAIN1998年発売（BLACK BOX）
「FINAL COLLECTION」のリマスターベスト。1998枚限定発売。
5. Other Side2001年発売（SHINING）
4曲入り。

### オムニバス参加作品
- FEAR1988年発売（アルケミー）

関西のハードコアバンド３組と参加。「DEVIL’S FIRE」を収録。
- TASTE OF WILD WEST I1990年発売（徳間ジャパン）

赤痢などアルケミーの人気バンドと参加した、メジャーリリースのアルバム。